# Joey DeMaio
Joey DeMaio (Auburn, Estados Unidos, 6 de março de 1954) é um músico americano, conhecido por ser baixista e um dos criadores da banda de heavy metal Manowar. Ele também é fundador e chefe executivo da gravadora Magic Circle Music.
Joey é filho de mãe nativa americana e pai italiano. Trabalhou como técnico de pirotecnia junto à banda Black Sabbath, durante a digressão do álbum Heaven and Hell. Nesse período conheceu Ross the Boss, guitarrista de The Dictators, uma das bandas que actuava como suporte do grupo de Birmingham. Joey, Eric Adams, antigo colega de escola, e Ross the Boss, formaram o Manowar e lançaram o primeiro álbum em 1982, Battle Hymns.
DeMaio é praticante de artes marciais e musculação, além de ser um grande fã de motocicletas — os integrantes da banda frequentemente entram no palco em motos Harley-Davidson.
Joey toca baixo eléctrico de 4, 5 e 8 cordas e é o principal compositor dos temas do grupo.
Em 2003, pouco tempo depois de ter criado a sua própria empresa discográfica, Magic Circle Music, da qual é o presidente executivo, tornou-se o manager da banda italiana Rhapsody of Fire. É também o produtor do grupo Holy Hell.

## Discografia
- Battle Hymns (1982)
- Into Glory Ride (1983)
- Hail To England (1984)
- Sign Of The Hammer (1984)
- Fighting The World (1987)
- Kings Of Metal (1988)
- The Triumph Of Steel (1992)
- Louder Than Hell (1996)
- Hell on Wheels (1997)
- Hell on Stage (1999)
- Warriors Of The World (2002)
- Sons of Odin (2006)
- Gods of War (2007)
- Gods of War Live (2007)
- Thunder in the Sky (2009)
- Magic - A Tribute to Ronnie James Dio (2010)
- The Lord of Steel (2012)